# مارتین گور
مارتین گور (انگلیسی: Martin Gore؛ زادهٔ ۲۳ ژوئیهٔ ۱۹۶۱) خواننده-ترانه‌پرداز، آهنگ‌ساز و گیتارنواز اهل بریتانیا است. او از پایه‌گذاران گروه موسیقی دپش مد و ترانه‌سرای اصلی آن است و به عنوان نوازنده کیبورد و گیتارنواز گروه هم فعالیت می‌کند.